# Ріккі-Тіккі-Таві
«Ріккі-Тіккі-Таві» (англ. «Rikki-Tikki-Tavi») — оповідання з «Книги джунглів» Редьярда Кіплінга, а також ім'я головного героя цієї розповіді.

## Сюжет
Ріккі-Тіккі-Таві — молодий мангуст, головний герой оповідання. Під час повені потоком води його забирає від батьків. Прокинувшись, він знаходиться в саду будинку, де живе сім'я британців. Захистивши їхнього сина Тедді від отруйної змійки Кара, Ріккі-Тіккі-Таві відразу ж стає їхнім другом. Він досліджує будинок і сад, знайомиться з їх мешканцями: птахом-кравцем Дарсі і його дружиною, мускусним щуром Чучундрою — і стикається з кобрами Нагом і Нагайною.
Ріккі-Тіккі-Таві з'ясовує, що кобри хочуть вбити людей, які живуть у будинку. Він вступає в поєдинок спочатку з Нагом, потім з Нагайною, а після знищує їх невилуплених дитинчат, щоб врятувати своїх друзів.

## Герої розповіді
- Ріккі-Тіккі-Таві — мангуст, індійський сірий мунго (Herpestes edwardsii), головний герой.
- Наг і Нагайна — індійські кобри (Naja naja).
- Чучундра — «ондатра» (англ. Musk-rat), в дійсності — гігантська білозубка (Suncus murinus). Чучундра боїться кобр Нага і Негайну і допомагає Ріккі-Тіккі-Таві в боротьбі з ними.
- Дарсі — пташка-кравець (Orthotomus sutorius), вихваляє Ріккі-Тіккі-Таві в своїх піснях.

## Екранізації
- «Ріккі-Тіккі-Таві» — спільний радянсько-індійський фільм 1975 року постановки Олександра Згуріді.
- «Ріккі-Тіккі-Таві» — радянський мультфільм 1965 року.
- «Ріккі-Тіккі-Таві» — американський мультфільм 1975 року режисера Чака Джонса.

## Інсценування
У 1970 році Всесоюзна студія грамзапису «Мелодія» випустила грамплатівку з 40-хвилинним спектаклем «Ріккі-Тіккі-Таві»:
- переклад К. Чуковського, А. Ваксмахера;
- інсценування О. Герасимова;
- музика Г. Савельєва;
- виконують В. Степанов, В. Шиловський, А. Горюнова, Н. Герасимова, М. Зимін, В. Петров, І. Єфремова, В. Бєляков, Г. Шостко, Г. Ромодіна, інструментальний ансамбль під керуванням А. Корнєєва.

Пізніше фірма «Мелодія» перевидала спектакль «Ріккі-Тіккі-Таві» в складі збірників творів Р. Кіплінга на компакт-дисках.
З 1994 року на сцені Театру опери та балету Санкт-Петербурзької консерваторії йде опера для дітей «Ріккі-Тіккі-Таві» Ірини Ельчевой:
- режисер-постановник Г. Н. Жяльвіс;
- диригент-постановник Е. Ф. Казановський;
- Рікі-Тікі-Таві — Валерія Каленик;
- Наг — з.а. Анатолій Буянов;
- Нагайна — Ірина Доліцкая;
- Велика Людина (тато) — В'ячеслав Утєхін;
- Мама — Олена Решетнікова;
- Тедді — Світлана Чуклінова;
- Карайт — Олексій Афанасьєв;
- Дарзі — Валерія Байєр.

2007 — н. в. Вистава Московського Відогонь-театру (Зеленоград).
- П'єса і постановка Андрія Горбунова.
- Художник — Ірина Уколова.
- Режисер пластичних сцен — Володимир Малюгин.
- Ріккі-Тіккі-Таві — В'ячеслав Семеін
- Батько-Мангуст і Наг — Олексій Єрмаков
- Нагайна — Анастасія Хуснутдинова
- Еллі — Зоя Данилевська та Марина Бутова
- Щур Чучундра — Ольга Львова
- Щур Чуя — Марина Бутова і Наталія Третяк

Вистава йде по теперішній час (понад 100 подань).
2017 року на сцені Театру естради імені А. І. Райкіна поставлений спектакль «Ріккі Тіккі Таві», режисер Ілля Архипов.